# Tabira (Pernambouc)
Tabira est une municipalité brésilienne située dans l'État du Pernambouc.